# Falla Futrono
La Falla Futrono  es una falla geológica de tendencia NWW de Región de Los Ríos, que va desde la costa norte del Lago Ranco a través de las áreas inmediatamente al sur de Lago Maihue, donde se cruza la gran Falla Liquiñe-Ofqui, y el este a lo largo del río Hueinahue. El grupo volcánico Carrán-Los Venados  se encuentra por encima de la falla.
- Datos: Q5510541